# Čađavica (rijeka)
Čađavica je rijeka u istočnoj Hrvatskoj. Izvire na Papuku, jugozapadno od Voćina. Ulijeva se u kanal sjeverno od Kapinaca nedaleko glavnog toka rijeke Drave.